# Nectriella luteola
Nectriella luteola är en svampart som först beskrevs av Roberge ex Desm., och fick sitt nu gällande namn av Weese 1914. Nectriella luteola ingår i släktet Nectriella och familjen Bionectriaceae.   Inga underarter finns listade i Catalogue of Life.